# Туркенівська волость
Туркенівська волость — історична адміністративно-територіальна одиниця Олександрівського повіту Катеринославської губернії.
Станом на 1886 рік складалася з 6 поселень, 6 сільських громад. Населення — 6654 особи (3531 чоловічої статі та 3123 — жіночої), 180 дворових господарств.
|                     | Площа, десятин | У тому числі орної, дес. |
| ------------------- | -------------- | ------------------------ |
| Сільських громад    | 20353          | 13845                    |
| Приватної власності | —              | —                        |
| Казенної власності  | —              | —                        |
| Іншої власності     | 387            | 295                      |
| Загалом             | 20740          | 14140                    |

Основні поселення волості:
- Туркенівка — колишнє державне село при річці Янчул за 90 верст від повітового міста, 1886 осіб, 281 двір, православна церква.
- Санжарівка — колишнє державне село при річці Янчул, 1184 особи, 183 двори, православна церква, школа, 2 лавки.
- Святодухівка — колишнє державне село при балці Буркуватій, 1406 особи, 221 двір, православна церква, лавка.
- Успенівка — колишнє державне село при річці Янчул, 1745 осіб, 308 дворів, православна церква, школа, 4 лавки, щорічний ярмарок.